# Seton Hall University
Seton Hall University ist eine private römisch-katholische Universität in South Orange, New Jersey.

## Geschichte
Sie wurde 1856 durch Erzbischof James Roosevelt Bayley gegründet und ist die älteste Diözesanuniversität in den Vereinigten Staaten. Sie ist auch die älteste und größte katholische Universität im US-Bundesstaat New Jersey. Die Universität ist bekannt für ihre Programme in Wirtschaftswissenschaften, Pädagogik, Rechtswissenschaften, Krankenpflege, Theologie und Diplomatie. Benannt wurde die Universität nach der Tante von Bayley, Elizabeth Ann Seton.
Die Universität hat im Undergraduate-Bereich 5.200 und im Graduate-Bereich ungefähr 4.500 Studenten. Die Schule der Rechtswissenschaften, die zu den wichtigsten juristischen Fakultäten in den USA zählt, weist ca. 1.200 Kursteilnehmer auf. Seton Hall University ist auch das ehemalige Heim der University of Medicine and Dentistry of New Jersey, das durch den Bundesstaat 1965 erworben wurde.

## Fakultäten
Insgesamt gibt es acht Fakultäten mit 160 verschiedenen Fachrichtungen:
- Künste und Wissenschaften[5]
- Medizin[6]
- Wirtschaftswissenschaften[7]
- Krankenpflege[8]
- Theologie[9]
- Pädagogik[10]
- Diplomatie
- Rechtswissenschaften[11]

## Zahlen zu den Studierenden, den Dozenten und zum Vermögen
Im Herbst 2021 waren 9.881 Studierende an der Seton Hall University eingeschrieben. Davon strebten 6.063 (61,4 %) ihren ersten Studienabschluss an, sie waren also undergraduates. Von diesen waren 54 % weiblich und 46 % männlich; 11 % bezeichneten sich als asiatisch, 9 % als schwarz/afroamerikanisch, 21 % als Hispanic/Latino und 50 % als weiß. 3.818 (38,6 %) arbeiteten auf einen weiteren Abschluss hin, sie waren graduates. Es lehrten 978 Dozenten an der Universität, davon 461 in Vollzeit und 517 in Teilzeit. 2009 waren es 9.745 Studierende gewesen.
Der Wert des Stiftungsvermögens der Universität lag 2021 bei 330,9 Mio. US-Dollar und damit 24,8 % höher als im Jahr 2020, in dem es 265,2 Mio. US-Dollar betragen hatte.

## Sport

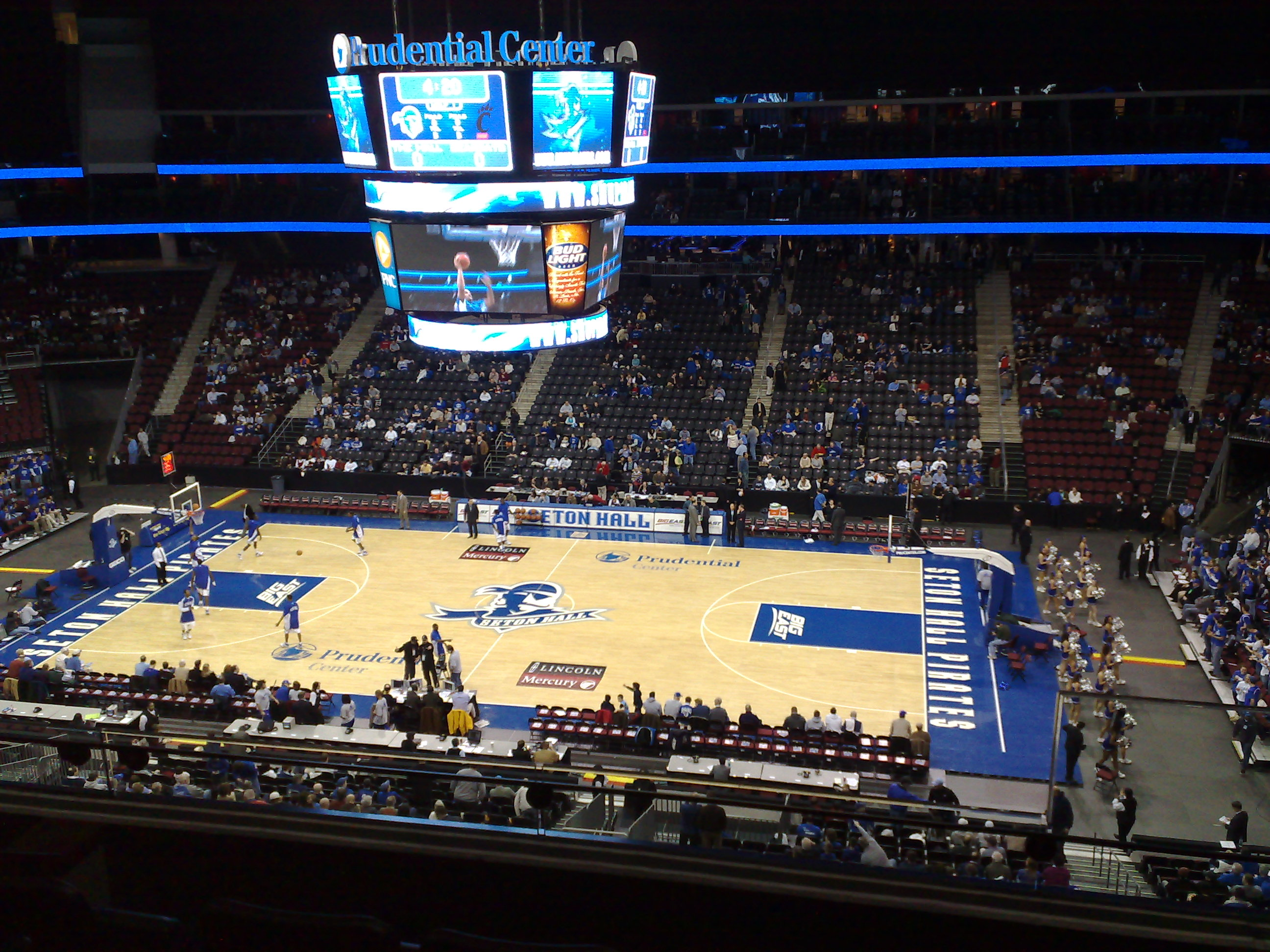
Basketballspiel der Pirates

Die Sportteams der Hochschule sind die Seton Hall Pirates und spielen in der Big East Conference der National Collegiate Athletic Association.